# نظریه امکان
نظریهٔ امکان، رهیافتی نو است که با ابزار ریاضیات و در کنار روش‌های پیشین در نظریهٔ احتمالات، سعی در تحلیل بخش‌های خاصی از عدم قطعیت دارد. این نظریه اولین بار توسط پروفسور لطفعلی عسکرزاده در سال ۱۹۷۸ میلادی در امتداد نظریهٔ مجموعه‌های فازی و منطق فازی ارائه شد. بعد از او، دابویس و پراد در گسترش این نظریه همکاری کردند. به‌طور خلاصه محتوای این نظریه را می‌توان این‌گونه بیان کرد که در تحلیل پیشامدها و شرایط محیطی تنها به دنبال رخدادهای محتمل نیستیم و در سازه‌های نامطمئن در پی یافتن تمامی پیشامدهای امکان‌پذیری هستیم که با درجه امکان این پیشامدها و درجه امکان پیشامدهای متناقض معرفی می‌شوند.
پیش از این در دههٔ ۵۰ میلادی، شاکل، روش جبری کمینه/بیشینه را برای توصیف میزان بالقوهٔ تعجب ارائه داده بود.

## وجوه مختلف عدم قطعیت

### نظریه احتمال
از دیر باز تنها رهیافت تکامل یافته ریاضی برای حل مسائل در شرایط عدم قطعیت (Uncertainty)، نظریه احتمال (Probability Theory) بود. بر اساس باور عمومی، در بسیاری از محیط‌های تصمیم، داده‌های موجود جنبه آماری دارند و بنابراین باروش‌های نظریه احتمال می‌توان بر عدم قطعیت ناشی از جنبه‌های تصادفی فائق آمد. این نظریه با تمامی کاربردهایی که در حوزه‌های مختلف دارد، تنها در تحلیل نوع خاصی از عدم اطمینان کارایی دارد. محدودیت‌های این نظریه روز به روز بیشتر شناخته می‌شود.
نظریه احتمال تنها در موقعیت‌هایی از عدم اطمینان کاربرد دارد که نامطمئنی شرایط ناشی از وجوه تصادفی پیشامدهای یک سیستم یا یک فرایند بوده و فقدان روند در تغییرات یا پیچیدگی و گستردگی عوامل تأثیرگذار به خوبی قابل شناسایی و برآیند این تأثیر به صورت مجزا قابل بررسی نباشد یا به دلیل وجود محدودیت‌های مطالعاتی و تصمیم سازی، تمایلی به کشف روند در برآیند تأثیر عوامل گسترده مؤثر بر پیشامدها وجود نداشته باشد. رویکرد تصمیم گیران در بکاربردن نظریه احتمال، دستیابی به الگوریتمی جهت پیش‌بینی تغییرات رفتار جامعه آماری بر اساس شاخص‌هایی است که از تحلیل نمونه‌های جامعه به دست می‌آید.
در بسیاری از موقعیتها، عدم اطلاع کامل و معتبر ما از یک فرایند یا سیستم، صرفاً به دلیل وجوه تصادفی حاکم بر آن‌ها نیست، بلکه ممکن است اطلاعات ما به این دلیل معتبر و کامل نباشد و با اطلاعاتی ناکافی، مبهم، نادقیق، متناقض،... سروکار داشته باشیم. حتی در موقعیتهایی که استنتاج ترد و غیر فازی ما از داده‌های موجود، نشان دهنده وجود رفتارهای غیر منطقی باشد، ما با نوعی ابهام در تحلیل شرایط و پیشامدهای موجود مواجه خواهیم بود. تنوع وجوه مبهم و ناگویا درداده‌های دریافتی، نشان از وجوه مختلف عدم قطعیت در اطلاعات دارد که فقط یکی از آنها، در قالب نظریه احتمال بیان شدنی است و آن عدم اطمینانی است که ناشی از وجود جنبه‌های تصادفی باشد.

### نظریه امکان
هم‌زمان با شکل‌گیری منطق فازی، نظریه‌های ریاضی مختلفی برای درک و شناسایی وجوه عدم اطمینان در محیط تصمیم و پیشامدهای امکان‌پذیر و مبهم آن در این محیط ابداع و توسعه یافته‌است. از بین نظریه‌های ریاضی در شرایط ابهام، می‌توان نظریه امکان (Possibility Theory) را مناسب‌ترین و منسجم‌ترین نظریه در تحلیل عدم قطعیتهای محیط تصمیم به حساب آورد. به‌طور خلاصه محتوی این نظریه را می‌توان این‌گونه بیان کرد که در تحلیل پیشامدها و شرایط محیطی تنها به دنبال رخدادهای محتمل نیستیم و در سازه‌های نامطمئن در پی یافتن تمامی پیشامدهای امکان‌پذیری هستیم که با درجه امکان این پیشامدها و درجه امکان پیشامدهای متناقض معرفی می‌شوند. در این نگرش ما پیشامدها و نقیض آن‌ها را مانع الجمع نمی‌دانیم و همچون نظریه احتمال، آن‌ها را رودرروی یکدیگر قرار نمی‌دهیم. در نظریه احتمال سعی بر این است تا با اختصاص شاخص احتمال وقوع پیشامد آن را به احتمال عدم وقوع نقیض آن تعبیر نماییم حال آنکه در نظریه جامع تر امکان، عدم اطمینان یک پیشامد توسط دو عدد مشخص می‌شود.
1. درجه امکان خود پیشامد
2. درجه لزوم پیشامد (درجه لزوم پیشامد = درجه امکان پیشامد نقیض – ۱).

درجه امکان یک پیشامد با درجه لزوم آن الزاماً برابر نیست. این نوع توصیف با نوع تفکر ما بسیار سازگار است. ما در بررسی امکان وقوع یک پیشامد، هم زمینه‌ها و قرائن وقوع آن پیشامد را در نظر می‌گیریم و هم زمینه‌ها و قرائن وقوع پیشامد نقیض را بررسی می‌کنیم.

## رابطهٔ نظریه امکان با نظریه احتمال
چه رابطه‌ای بین نظریه امکان و نظریه احتمال وجود دارد؟ ذهنی که با منطق قطعی یا به تعبیر دیگر ترد (Crisp) خو گرفته‌است نمی‌تواند بین مفهوم امکان‌پذیری و احتمال تفاوت قائل شود. با ذکر یک مثال تفاوت‌های امکان‌پذیری و احتمال را بیشتر بررسی می‌کنیم.
مثال: بر صفحه شطرنج پوزیسیون یک بازی چیدمان شده‌است. استرات‍‍ژی‌های امکان‌پذیر بسیاری برای برد و باخت وجود دارد. اما احتمال هر یک از استراتژی‌های فوق برای یک بازیکن حرفه‌ای نسبت به یک بازیکن آماتور یکسان نیست با اینکه درجه امکان‌پذیری آن برای هر دو بازیکن یکسان است.
زمینه‌های بسیاری وجود دارد که هم از جنبه امکان‌پذیری و هم جنبه احتمال قابل بررسی هستند. داده‌ها و اطلاعات موجود برای بررسی امکان‌پذیری یک پیشامد کفایت می‌کند لیکن برای یافتن احتمال رخداد آن پیشامد نیاز به اطلاعات بیشتری از شرایط مشابه و پیشینه موقعیتهای قبلی جهت کشف یک روند و گمانه زنی در مورد احتمال وقوع آن رخداد است. مسلماً قطعیت و درجه اعتبار اطلاعات ثانویه بایستی به مراتب بیشتر و معتبرتر از اطلاعات اولیه باشد.

### اصل سازگاری امکان - احتمال
اصل سازگاری امکان – احتمال توسط پروفسور لطفعلی عسکرزاده ارائه شده‌است. این اصل بیان می‌دارد که:
«درجه بالای امکان، مستلزم درجه بالای احتمال نیست، ولی درجه بالای احتمال مستلزم یک درجه بالای امکان است.»
به عبارتی در هر مورد امکان حداقل به بزرگی احتمال است. اصل سازگاری یک قاعده دقیق و یک رابطه ذاتی برای مفاهیم امکان و احتمال نیست بلکه صورت بندی تقریبی درک شهودی ما نسبت به این نکته‌است که احتمال یک رخداد نمی‌تواند از درجه امکان‌پذیری آن بیشتر باشد. دوبوا و پراد (۱۹۸۰) حتی تأکید نموده‌اند که درجه امکان‌پذیری یک پیشامد دلخواه بایستی از احتمال آن بیشتر باشد. اگر نظر دبوا و پراد را بپذیریم در ماهیت پیشامد را قبل و بعد از وقوع می‌توان چنین تصور نمود:
غیرممکن ---> امکان‌پذیر ---> محتمل ---> تحقق یافته
اما بایستی توجه داشت که اصل سازگاری نمی‌تواند مبنایی برای مقایسه دو پیشامد و ترتیب درجه امکان‌پذیری و احتمال آن‌ها باشد.
مثال: همواره ساده‌ترین راه امکان‌پذیر تر است اما با توجه به هدف تصمیم گیرنده محتمل تر نیست.
بنابراین می‌توان اصل سازگاری امکان – احتمال را به شکل زیر تصحیح نمود که یک درجه بالای امکان‌پذیری برای یک پیشامد مستلزم یک درجه بالای احتمال برای آن پیشامد نیست، ولی یک درجه بالای احتمال، مستلزم یک درجه بالای امکان می‌باشد. به‌علاوه برای دو پیشامد آنکه ممکن تر است، محتملتر هم می‌باشد.

### وجوه عینی و ذهنی نظریه امکان و احتمال
همانگونه که در مورد عینی یا ذهنی بودن احتمال اختلاف نظرهایی وجود دارد، در مورد امکان نیز به همین شکل است. در مفهوم امکان نیز هم می‌توان وجه ذهنی بودن و هم وجه عینی بودن را تصور نمود. قابلیت فازی نظریه امکان توان پوشش دو وجه را در قالب یک مفهوم داشته و مرزبندی بین این دو وجه را از حالت خشک و ترد خارج می‌سازد. تحلیل میزان سازگاری برداشتهای ذهنی و استنتاج‌های صورت گرفته از داده‌های مبهم، همراه با اطلاعات مبتنی بر شواهد و داده‌های عینی، امکان بازشناسی قضاوت‌های ناسازگار را فراهم می‌آورد (برای تحلیل ناسازگاری در قضاوتهای تصمیم گیرندگان، تکنیک فرایند تحلیل سلسله مراتبی مطالعه شود). آنچه مسلم است اینکه احتمال و امکان وجوه مختلفی از عدم قطعیت هستند و برای هر دو می‌توان دو وجه عینی و ذهنی بودن را تصور نمود اما امکان به دنبال میزان سازگاری و تطابق یک پیشامد با ماهیت نسبت داده شده‌است اما احتمال به مقطعی که وقوع یا عدم وقوع اتفاق می‌افتد اشاره دارد. همچنین جمع مقادیر هر تابع احتمال (توزیع احتمال) روی کل فضای مورد تحلیل یک است در حالی که برای تابع امکان این محدودیت وجود ندارد (یعنی در فضای کل امکان‌پذیری پیشامدها می‌تواند مجموعاً از یک هم بیشتر باشد)
مثال: لیوان آبی وجود دارد، درجه امکان خوردن آب و نخوردن این آب به عنوان دو پیشامد متناقض می‌تواند یک باشد. یعنی هم این آب را می‌توان خورد هم می‌توان نخورد، لیکن اگر احتمال خوردن آب ۰٫۳ باشد قطعاً احتمال نخوردن آن ۰٫۷ است؛ بنابراین اندازه‌های احتمال را می‌توان با یکدیگر جمع بست لیکن در حالت تلفیق پیشامدها نمی‌توان امکان‌پذیری دو پیشامد تلفیقی را با هم جمع نمود.

## رابطهٔ نظریه امکان با نظریه بازی‌ها
توانایی اندازه‌های امکان به دلیل شکل‌گیری آن‌ها با کمترین اطلاعات و داده‌های عینی و وجود برداشتهای شخصی و ذهنی، در تحلیل پیشامدها بالاتر و نظریه امکان کارا تر است. به ویژه در موقعیتهایی که به دلیل شدت رقابت در ماهیت بازی‌های بدون اطلاعات کافی یا بازی‌های مبهم امکان دریافت اطلاعات معتبر و کافی وجود نداشته و حتی داده‌های موجود با عدم قطعیت در مورد صحت و اعتبار برخوردار هستند، نظریه امکان این امکان را برای تحلیلگران بازی فراهم می‌آورد تا با گسترش طیف استراتژی‌های محتمل به استراتژی‌های امکان‌پذیر، شیوه واقعی تر و ملموس تری از بازی‌های رقابتی و سیاسی را انتخاب نمایند که منطق این گروه از بازیها، مبتنی بر منطق فازی در شرایط عدم قطعیت و ابهام می‌باشد. هر گزینه و استراتژیی در این بازی‌ها یک عضو از مجموعه انتخاب‌های امکان‌پذیر برای حریف و درجه امکان‌پذیری یا درجه الزام، تابع عضویت این عضو در این زیر مجموعه فازی محسوب می‌شود.

## نظریه امکان در قالب ریاضیات
برای پرهیز از پیچیدگی، فرض کنید مجموعهٔ مرجع Ω، مجموعه‌ای متناهی است و تمام زیر مجموعه‌ها اندازه پذیرند. یک توزیع امکان، تابعی همچون {\displaystyle \operatorname {pos} } (بر گرفته از واژه possible به معنی امکان)، از Ω به  [۱, ۰] است، (به عبارتی هر یک از پیشامد عضو Ω دارای امکان صفر تا یک می‌باشند. یک یعنی آن پیشامد کاملاً امکان‌پذیر است و صفر یعنی آن پیشامد اصلا امکان‌پذیر نیست) به گونه‌ای که:
اصل موضوع ۱: {\displaystyle \operatorname {pos} (\varnothing )=0}
اصل موضوع ۲: {\displaystyle \operatorname {pos} (\Omega )=1}
اصل موضوع ۳: {\displaystyle \operatorname {pos} (U\cup V)=\max \left(\operatorname {pos} (U),\operatorname {pos} (V)\right)} برای مجموعه‌های مجزای {\displaystyle U} و {\displaystyle V}.
بنابراین، مانند نظریه احتمالات، میزان امکان بر مجموعه‌ای متناهی توسط عملکرد آن بر زیرمجموعه‌های منفرد عضوهای آن مجموعه تعیین می‌شود. یعنی:
{\displaystyle \operatorname {pos} (U)=\max _{\omega \in U}\operatorname {pos} (\{\omega \})}
مشروط بر متناهی بودن یا شمارای نامتناهی بودن مجموعهٔ U.
اصل موضوع ۱ را می‌توان این‌گونه تفسیر نمود که مجموعهٔ مرجع Ω یک توصیف جامع و فراگیر از تمامی حالات دیگر جهان است. زیرا بنابراین اصل هیچ وزنی به اطمینان عناصر خارج از Ω داده نمی‌شود.
اصل موضوع ۲ را می‌توان این‌گونه تفسیر نمود که شواهد سازندهٔ تابع توزیع امکان،{\displaystyle \operatorname {pos} } عاری از هر گونه تناقض است. به عبارت دیگر، این اصل منجر می‌شود که دست کم یک عنصر در Ω با امکان ۱ موجود باشد.
اصل موضوع ۳ هم ارز اصل موضوع جمع‌پذیری در احتمالات است. اما تفاوت عملی مهمی میان این دو وجود دارد و آن این است که نظریهٔ امکان به قدرت محاسباتی کمتری نیازمند است. زیرا بنا بر اصول موضوع ۱ و ۳:
{\displaystyle \operatorname {pos} (U\cup V)=\max \left(\operatorname {pos} (U),\operatorname {pos} (V)\right)} برای هر زیرمجموعهٔ {\displaystyle U} و {\displaystyle V}.
به دلیل اینکه میزان امکان اجتماع دو مجموعه را می‌توان از میزان امکان هر جزء آن به دست آورد، می‌توان گفت که میزان امکان نسبت به عملگر اجتماع، «مولفه‌ای» است.
البته توجه کنید که در حالت کلی میزان امکان نسبت به عملگر اشتراک مؤلفه‌ای نیست. در حالت کلی:
{\displaystyle \operatorname {pos} (U\cap V)\leq \min \left(\operatorname {pos} (U),\operatorname {pos} (V)\right)}
اگر Ω نامتناهی باشد، اصل موضوع ۳ را می‌توان با اصل زیر جایگزین نمود:
برای هر مجموعه اندیس، {\displaystyle I} اگر زیر مجموعه‌های {\displaystyle U_{i,\,i\in I}}، دوبه دو مجزا باشند، {\displaystyle \operatorname {pos} \left(\cup _{i\in I}U_{i}\right)=\sup _{i\in I}\operatorname {pos} (U_{i})}.

### ضرورت (لزوم)
درحالی که در نظریه احتمالات، تنها از یک عدد (احتمال) برای توصیف میزان محتمل بودن وقوع یک پیشامد استفاده می‌شود، نظریه امکان از دو مفهوم استفاده می‌کند؛ امکان و ضرورت یک پیشامد. میزان ضرورت، برای هر مجموعه {\displaystyle U}، به صورت زیر تعریف می‌شود:
{\displaystyle \operatorname {nec} (U)=1-\operatorname {pos} ({\overline {U}})}
در رابطه بالا {\displaystyle {\overline {U}}} نمایش دهندهٔ متمم مجموعه {\displaystyle U} است، یعنی عناصری از {\displaystyle \Omega } که متعلق به {\displaystyle U} نیست. می‌توان نشان داد:
{\displaystyle \operatorname {nec} (U)\leq \operatorname {pos} (U)} برای هر {\displaystyle U}
همچنین:
{\displaystyle \operatorname {nec} (U\cap V)=\min(\operatorname {nec} (U),\operatorname {nec} (V))}
توجه داشته باشید که بر خلاف نظریه احتمالات، میزان امکان دوحالته (دوپاره) نیست. یعنی، برای هر پیشامد {\displaystyle U}، تنها یک نابرابری به صورت زیر داریم:
{\displaystyle \operatorname {pos} (U)+\operatorname {pos} ({\overline {U}})\geq 1}
با این حال قانون دوگانهٔ زیر برقرار است:
برای هر پیشامد {\displaystyle U}، تنها دو حالت داریم: {\displaystyle \operatorname {pos} (U)=1}، یا {\displaystyle \operatorname {nec} (U)=0}.
بنابراین، گمان‌های مربوط به یک پیشامد می‌تواند با یک عدد همراه با یکی از ارقام صفر یا یک بیان شود.

### تعبیر
در مورد ضرورت و امکان ۴ حالت زیر وجود دارند:
{\displaystyle \operatorname {nec} (U)=1} یعنی {\displaystyle U} ضرورت دارد. {\displaystyle U} مطمئناً درست است. در نتیجه: {\displaystyle \operatorname {pos} (U)=1}.
{\displaystyle \operatorname {pos} (U)=0} یعنی {\displaystyle U} امکان‌پذیر نیست. {\displaystyle U} مطمئناً نادرست است. در نتیجه: {\displaystyle \operatorname {nec} (U)=0}.
{\displaystyle \operatorname {pos} (U)=1} یعنی {\displaystyle U} امکان‌پذیر است. تعجب‌آور نیست اگر {\displaystyle U} رخ دهد. در نتیجه: {\displaystyle \operatorname {nec} (U)} محدودیتی ندارد.
{\displaystyle \operatorname {nec} (U)=0} یعنی {\displaystyle U} ضرورت ندارد. تعجب‌آور نیست اگر {\displaystyle U} رخ ندهد. در نتیجه: {\displaystyle \operatorname {pos} (U)} محدودیتی ندارد.
اشتراک دو مورد آخر می‌شود: {\displaystyle \operatorname {nec} (U)=0} و {\displaystyle \operatorname {pos} (U)=1} یعنی، شخص باوری نسبت به {\displaystyle U} ندارد.
توجه داشته باشید که منطق فازی برخلاف نظریه امکان، هم نسبت به اجتماع و هم نسبت به اشتراک مؤلفه‌ای است. ارتباط این نظریه با نظریه فازی را با مثال زیر می‌توان شرح داد:
1. در منطق فازی: وقتی یک بطری تا نیمه پر است، می‌توان گفت میزان درستی عبارت «بطری پر است» برابر ۰٫۵ است. کلمهٔ «پر» به عنوان یک محمول فازی، میزان مایع درون بطری را توصیف می‌کند.
2. در نظریه امکان: یک بطری وجود دارد که یا کاملاً پر یا کاملاً خالی است. عبارت «میزان امکان پر بودن بطری ۰٫۵ است» درجه‌ای از اعتقاد را بیان می‌کند. یک راه برای تفسیر ۰٫۵ در عبارت فوق، با این تعریف است: حاضر هستم در مورد خالی بودن بطری شرط ببندم تا زمانی که نسبت بخت من ۱ به ۱ یا بهتر باشد ولی با هیچ نسبتی از بخت حاضر نیستم شرط ببندم بطری پر است.